# Un royaume de femmes
Un royaume de femmes (en russe : russe : Бабье царство, Babie tsarstvo) est une nouvelle d’Anton Tchekhov

## Historique
Un royaume de femme est initialement publié dans la revue russe La Pensée russe, numéro 1, du 27 janvier 1894. Divisée en quatre chapitres, l’auteur décrit vingt-quatre heures de la vie d’Anna Akimovna, jeune et riche héritière souffrant de ne pas être mariée.

## Résumé
Anna Akimovna, vingt-six ans, est l’héritière d’une usine sidérurgique créée par son oncle Ivan Ivanytch, puis gérée par son père Akim Ivanytch qui y avait commencé comme simple ouvrier. Depuis la mort de ce dernier, elle a en délégué la direction à Nazaritch.
Ce soir, Anna est bien ennuyée. Elle reçoit mille cinq cents roubles gagnés dans un procès et ne sait quoi faire de cet argent qui lui fait peur. À qui le donner ? Elle tire au sort une lettre de supplique et décide d’aller elle-même le donner à ce Tchalikov qui lui a écrit que sa femme avait besoin de soins.
En dirigeant vers ce quartier modeste où elle a vécu, elle se remémore avec regret sa jeunesse quand, pauvre parmi les pauvres, elle vivait avec son père et sa mère. Tchalikov dépense en beuveries l’argent du ménage. Elle lui donne néanmoins soixante roubles et repart vite. Elle a juste le temps de croiser un contremaitre de son usine, Pimenov : cet homme simple lui fait grand effet.
Le lendemain, jour de Noël, Anna reçoit dans sa maison différentes délégations de l’hôpital, du lycée, des employés de l’usine, les employés de sa maison venus lui souhaiter la Noël. Anna distribue de l’argent.
Monte un sentiment de pitié envers elle, car visiblement elle souffre, elle n’est pas à sa place, elle rêve de simplicité, de mariage, et elle, toujours généreuse, se trouve coincée entre des quémandeurs et des coquins qui tous en ont après sa fortune.
Le soir, comme chaque jour de Noël, elle a invité des notables, ainsi que quelques cadres de l’usine. L’avocat Lyssevitch lui conseille de se jeter dans la débauche : la vie étant si courte. Il en profite pour lui soutirer les mille cinq cents roubles dont elle est contente de se débarrasser.
Après le dîner, elle se retrouve avec toutes les femmes vivant dans sa maison, tantes, employées. Toutes s'adonnent à des jeux simples. Anna se dévoile en avouant vouloir se marier avec Pimenov. Pourtant, il est prévisible qu’elle restera seule.

## Adaptations
En 1967, Alekseï Saltykov a tourné  Un royaume de femmes avec Rimma Markova, Nina Sazonova, Anatoli Kouznetsov, Vitali Solomine.

## Édition française
- Un royaume de femmes, traduit par Édouard Parayre, révision de Lily Dennis, Bibliothèque de la Pléiade, éditions Gallimard, 1971  (ISBN 2 07 0106 28 4).
- La Dame au petit chien suivi de La Maison à la mezzanine et Le Royaume des femmes, traduit par Gabriel Arout, Ginkgo éditeur [« Petite Bibliothèque slave »], 2022, 154 p. (ISBN 978-2-84679-499-2)